# 維克多·安
维克多·安（俄语：Виктор Ан，罗马化：Victor An，1985年11月23日—），原名安贤洙（韩语：안현수），出生于韩国首尔，俄籍韩裔短道速滑运动员和教练。他有六枚冬奥会金牌，是短道速滑历史上获得奥运金牌最多的运动员，也是首位和唯一一位在全部项目都获得奥运金牌的运动员。他还是六届世锦赛全能王（2003年、2004年、2005年、2006年、2007年和2014年），和两届世界杯总冠军（2003-2004赛季、2005-2006赛季）、2014年欧锦赛和2002年世青赛全能王。
安贤洙在2002-2007年代表韩国参赛，2008年的膝伤是转折点，他错过2010年温哥华冬奥会。2011年所属的城南市厅因财政问题解散和韩国冰上界的混乱都促使他入籍俄罗斯以复出国际赛。2014年索契冬奥会，维克多·安重回巅峰，复刻了2006年都灵冬奥会的辉煌表现——三金一铜，是奥运史上首位以两个国籍获奥运金牌的选手，NBC评选其为“2014年索契冬奥会最佳选手”，路透社也授予他“年度最佳复苏奖”。
2018年平昌冬奥会，由于俄罗斯因反兴奋剂记录不佳而受到制裁，国际奥委会没有邀请他参赛，剥夺其唯一可以在出生国参加奥运会的机会。维克多·安公开致信国际奥委会主席托马斯·巴赫，愤慨表示从未公开涉入任何兴奋剂案件，官方回复是无法对个案发表评论。
他在世界短道速滑锦标赛赢得20金10银5铜，是有最多夺冠次数（6次）和最多连冠次数（5次）的男运动员，也在世界短道速滑团体锦标赛赢得2金3银1铜，还以5枚金牌成为了短道速滑历史上亚冬会金牌最多的男运动员，以及打破1500米、3000米的世界纪录，和1000米、5000米接力的奥运纪录，被认为是有史以来最伟大的短道速滑运动员。2020年4月，维克多·安宣布退役。
2022年北京冬奥会前夕，他正式执教中国国家短道速滑队，收获两金一银一铜。

## 运动生涯——代表韩国

### 早年经历
1994年利勒哈默尔冬奥会，韩国短道速滑运动员蔡智薰的夺冠表现激励了他。从小学2年级开始，安贤洙出于兴趣练习短道速滑，被誉为“神童”。从小学4年级开始，他每天训练成长为顶级选手。1996年全国学生短道锦标赛，安贤洙在小学部500米和1500米比赛中均获第一，成为总冠军。
升入明知中学后，安贤洙连续3年在全国冬季体育大会上赢得冠军，因此迅速跃升为“希望之星”。进入新木高中后，他继续毫无争议保持第一。奥运三金得主金琪焄是安贤洙青少年时期的教练，是他发掘并培训安贤洙，从技术、速度、耐力到视频分析，每天训练10个小时。

#### 01/02：盐湖城新秀现
2002年世界青年短道速滑锦标赛，安贤洙初登国际大赛，获得1000米金牌、1500米金牌、超级1500米铜牌、2000米接力金牌和全能王。解说全利卿评价，“看到安贤洙的瞬间，我瞠目结舌。他的滑冰技术出色到无法预测”。韩国冰上联盟会长朴成仁对江原特别自治道知事金振兟表示，“请关注安贤洙，发掘了珍珠般的孩子”，同时副会长柳泰旭也积极向国家队推荐他。
主教练全明奎观察到安贤洙在世青赛的横扫后一改冷淡态度，认为在国际赛上名列前茅的李承宰和闵龙已经暴露优势，于是未经选拔就积极启用他，作为“隐藏牌”参加2002年盐湖城冬奥会。尽管这一决定遭到其他人的反对，全明奎没有退缩而是表示会承担全部责任。
韩国培养许多优秀的短道选手，导致国选竞争异常激烈。除了根据世锦赛全能排名，最佳运动员自动入选外，由时任韩国冰上联盟会长张明熙主导的“推荐制度”（始于1995年）——联盟高层或教练直接推荐选手进入国家队，历经十年的数次争议，终在2006年世界短道速滑锦标赛后，随着派系斗争的严重冲突公诸于世而被废除。它的本意是发掘天才和给受伤选手提供机会，但那些被忽视的选手更会质疑不公，引发矛盾。
“推荐制度”受益者也有：蔡智薰（延世大学）、全利卿（延世大学）、金昭希（启明大学）、崔敏敬（梨花女大）、金炫坤（庆熙大学）、金玟廷（庆熙大学）、高基铉（延世大学）、宋炅泽（檀国大学）、赵南奎（檀国大学）、李昊锡（庆熙大学）和崔恩景（韩体大学），还有因伤错过国选，依旧入选名单的金善台（高丽大学）和金东圣（高丽大学）。

### 2002年冬季奥运会
2002年盐湖城冬奥会，安贤洙作为最年轻选手进入1000米决赛，也是他的首次成年组国际大赛。最后一个弯道发生了短道速滑历史上最令人难忘的事故——作为前四名，阿波罗·大野、安贤洙、李佳军和马蒂厄·蒂尔科特发生碰撞而摔成一团，由滑在最后的澳大利亚选手斯蒂芬·布拉德伯里获得这枚出乎意料的金牌。
国家队教练全明奎和KBS解说金琪焄表示，“虽然他身材瘦小——只有164厘米和53公斤，是戴着金丝眼镜的学生范儿，但是大胆的精神、机智的比赛管理、流畅柔和的滑冰技巧是世界一流”。

### 2002年冬季奥运会以后
2002年世界短道速滑锦标赛，安贤洙获得了1500米银牌、超级3000米银牌和5000米接力金牌，仅次于金东圣获得全能银，几乎复制前辈在1997年同时获得世青赛和世锦赛全能王的壮举。

#### 02/03：世锦亚冬登顶
2002-2003赛季短道速滑世界杯，安贤洙在第一站实现个人项目横扫，获得全部四枚金牌——500米、1000米、1500米和超级3000米，成功继承金东圣的王牌位置。第四站超级3000米，他首次战胜美国选手阿波罗·大野，整个赛季排名全能第二，一跃成为世界级选手。
2003年青森亚冬会，安贤洙在500米和3000米以外的所有项目都获得金牌，战胜了李佳军和李野领衔的中国短道队成为三冠王。尤其是作为5000米接力的最后一棒，他以微弱优势战胜对手冲过终点，成为亚洲短道速滑最强者。
2003年世界短道速滑锦标赛，安贤洙获得了1500米金牌、超级3000米金牌和5000米接力金牌，以及1000米银牌，拿到职业生涯的第一个全能王（89分），迅速成长为不可动摇的王牌。
2003年6月18日，韩国冰上联盟评选安贤洙为“年度最佳运动员”。

#### 03/04：双破世界纪录
2003年6月27日，安贤洙拒绝其它大学保障教授职位的破格条件，直接保送进入韩国体育大学，“我会同时努力学习和刻苦训练，争取在2006年冬奥会上获得3枚以上的金牌”。
2003-2004赛季短道速滑世界杯，安贤洙在第二站的1500米上刷新2分10秒639的世界纪录，接着在第四站的超级3000米上刷新4分32秒646的世界纪录，两个记录均保持八年未被打破。他获得短道速滑世界杯首个总冠军——迄今为止最年轻的男选手，1500米（4金1银）总排第一、1000米（1金2银1铜）总排第一和500米（1银）总排第二。
2004年世界短道速滑锦标赛，安贤洙首次晋级500米决赛，在超越中国选手李野后以第3名过线，但被判犯规无缘奖牌。他在1500米中以压倒性优势成功卫冕，与1000米凭借超强体力获胜的方式十分相似。而在超级3000米，他干脆实行了先跑一圈的“兔子战术”，轻松通过终点实现两连冠。安贤洙除了500米之外连拿5金，展现可怕的统治力，再度问鼎全能王（102分），“虽然以为只要像平常一样滑冰，夺得全能王不成问题，但没想到比赛会这么顺利”。

#### 04/05：大冬会被施暴
2004-2005赛季短道速滑世界杯，安贤洙在第一站是1000米和超级3000米冠军，阿波罗·大野是500米和1500米冠军，两者势均力敌；第二站，他首次包揽全部金牌，彻底击败这位最强对手。韩国短道队集体缺席第三站和第四站后，安贤洙回归最后两站，阿波罗·大野也不吝夸奖，“事实上他可太棒了——世界杯有超级3000米，我曾经跟在这个孩子后面，只是为了看他滑冰。如果他弄清如何击败我，那么很难从他那里再赢回来，我们来来回回反复切磋”。
2005年冬季大学生运动会，安贤洙获得了1500米金牌、3000米金牌和5000米接力金牌，以及1000米铜牌——正是这场比赛后，他遭到前辈徐昊辰的施暴，原因是作为后辈，不肯假赛让步。徐昊辰恶言相向，“有什么了不起，太放肆”，拳头殴打数十次，颁奖仪式上他右脸淤青。尽管在事件曝光后，徐昊辰因施暴被剥夺国家代表资格，主教练尹在明也因操纵比赛和教唆殴打受到纪律处分而辞职。但是次年奥运赛季，联盟高层依旧推动他们重返国家队，徐昊辰甚至参加2006年都灵冬奥会并获得5000米接力金牌。
2005年世界短道速滑锦标赛，安贤洙在1500米比赛中轻松三连冠，500米决赛中不敌加拿大选手弗朗索瓦-路易·特朗布莱和夏尔·阿默兰获得铜牌，1000米决赛中与阿波罗·大野展开精彩对决，一直追到最后以第2名通过终点。阿波罗·大野因为犯规在1500米和500米中失去全部积分，尽管安贤洙在超级3000米获得第2名，他的全能积分依旧排名第一。再加上5000米接力银牌，这是他首次赢得所有项目奖牌并获得全能王（89分），也是唯一一位连续三届蝉联全能王的男子选手，加拿大短道速滑传奇马克·加尼翁曾四次夺魁，可并非连续摘得。
2005年5月26日，首尔江东警察署对涉嫌收受家长贿赂的韩国冰上联盟副会长姜信弘和扁海江进行不拘留立案。今年2月，徐昊辰因殴打后辈选手而被剥夺国家代表资格，他的父亲以“让儿子重返国家队”为由，贿赂联盟高层300万韩元。从1999年至今，他还先后4次以“为儿子提供便利”等名义给扁副会长和姜副会长提供2100万韩元。
2011年4月26日，安贤洙告别韩国前往俄罗斯，“没有把金牌拱手让前辈，我是所谓的世界杀手，还被斥责自私。比被前辈殴打更痛苦的是这样逼迫我的处境，以及允许这样逼迫的现实”。2014年索契冬奥会，徐昊辰断然否认施暴和贿赂的恶劣行径，辩称是前辈对后辈训诫等级制度，谴责恶意谣言并保留追究法律责任的权利。随后，维克多·安在纪录片透露，前辈（徐昊辰）赛前说需要个人赛金牌，比赛中我没有让步，赛后前辈让我和后辈（成始柏）戴上头盔挨打。

#### 05/06：都灵三金淬炼
严格来说，韩国的精英体育系统是一种领导者和运动员之间自上而下的服从关系，而选手派系是由所在大学和直属教练决定的。尤其是都灵周期，派系斗争进入白热化：
2002年7月，韩国短道队宣布金琪焄（男队）和李准镐（女队）教练分管制度。2003年6月，女队教练李准镐（檀国大学）因暴力指控而辞职，金昭希（启明大学）和崔光福（檀国大学）接任。2004年9月，男队教练金琪焄（檀国大学）因强卖冰刀而辞职，尹在明和宋在根（檀国大学）接任。2004年11月，崔恩景、陈善有等6名选手因被殴打集体退村，女队教练金昭希和崔光福辞职，朴世佑（韩国体育大学）和全在茂（檀国大学）接任。
2005年4月，男队教练尹在明因大冬会施暴事件引咎辞职，金琪焄（檀国大学）再次执教男队，女队教练换成全在洙（韩国体育大学）。但除了安贤洙之外的其他7名非韩国体育大学选手——李承宰（首尔大学）、吴世种（檀国大学）、宋锡雨（檀国大学）、徐昊辰（庆熙大学）、宋炅泽（檀国大学）、赵南奎（檀国大学）和李昊锡（庆熙大学）集体拒绝了进入泰陵选手村，“在国际赛上以推举一名选手的方式制定作战计划，其他选手实际上是在陪衬下被迫牺牲”，其中有3名选手担心之前举报男队教练金琪焄的行为会被报复。金琪焄再度辞职，后来他还解释，“对所有选手一视同仁，只是安贤洙真的出色，像海绵一样吸收技能，经常聊天给我安慰”。
2005年7月14日，韩国冰上联盟重新启用尹在明，国家队教练朴世佑和全在洙联合选手家长，召开新闻发布会明确抗议并且要求高层辞职，王牌安贤洙和崔恩景甚至表示要退出都灵冬奥会。2005年7月28日，韩国冰上联盟取消任命尹在明，也解职全在洙并禁赛他半年，指责其煽动。随后，安贤洙等5名选手反对解职，还拒绝国家队转地训练，他甚至向韩国体育大学提交退学信要去加拿大留学。选手家长声称，韩国国会文化体育观光委员会的议员向韩国冰上联盟会长施压，要求任命尹在明。最终，安贤洙（韩国体育大学）跟随朴世佑（韩国体育大学）在女队训练；同时，陈善有（光门高中）跟随宋在根（檀国大学）在男队训练。
2005-2006赛季短道速滑世界杯，安贤洙的强劲对手除阿波罗·大野之外，还有三届世青赛全能王李昊锡。因为目标是奥运会全冠王，他在四站世界杯中不仅专注中长距离——1500米（2金1银）和1000米（1金2铜），还特别耕耘相对较弱的500米（2金1银），甚至为5000米接力（3金1银）也竭尽全力。他的500米和1500米总排第一，1000米总排第二，获得短道速滑世界杯第二个总冠军，展现奥运前毫无短板的最强面貌。 

### 2006年冬季奥运会
2006年都灵冬奥会，1500米决赛先是队友李昊锡领滑，还剩一圈时，安贤洙进行内道超越，始终保持领先位最终获得金牌。500米决赛，安贤洙不及阿波罗·大野和弗朗索瓦-路易斯·特朗布莱的精彩起跑，获得铜牌。1000米比赛，他在四分之一决赛、半决赛和决赛中均战胜了阿波罗·大野，领先队友李昊锡0.025秒冲过终点，以1:26.739分创造新的奥运会纪录。阿波罗·大野赞叹道，“在外道超越时，安贤洙就像一架喷气式飞机。我过去认为我是最好的，但不得不承认，他滑冰时会出现美丽的极光”。
因为派系矛盾和教练离间，选手关系出现隔阂。如果不是同一派系，他们就分头行动，表现为拒绝一起吃饭、不住同一楼层以及不坐飞机邻座。其实，安贤洙和李昊锡是来自同一高中关系良好的前后辈，选手村中还曾是室友，但是由于派系斗争，他们开始很少说话。因为安贤洙获得奥运金牌又已免除兵役，一些谣言四起，比如“接力赛不会努力滑下去”，“故意摔倒放弃拿奖牌”等在国家队内部流传。部分媒体报道KBS解说李准镐的“美丽让步”说，又引起轩然大波，使得安贤洙和李昊锡两人之间的关系更加疏远。
5000米接力半决赛，吴世种在第6圈不慎摔倒，韩国队一开局就落后半圈排名末尾；最后6圈，安贤洙凭借与李昊锡的出色配合，戏剧性逆转，追到小组第2，成功进军决赛。决赛中，宋锡雨取代吴世种担任一棒，后面依次是安贤洙、徐昊辰和李昊锡；还剩16圈时，一直紧追加拿大队不放的韩国队开启一场血腥胶着战，安贤洙突然爆发速度，韩国队取得领先；还剩8圈，加拿大队再次领先；最后2圈，安贤洙作为最后一棒，采用外侧超车，战胜卫冕冠军加拿大队完美翻盘；最后一圈铃声响起，他提早起身过线，鼓掌庆祝胜利，帮助曾殴打他的队友徐昊辰免除兵役。不仅如此，韩国短道男队还刷新5000米接力的奥运纪录为6:43.376分，时隔14年之后再度夺得奥运接力金牌。
事实上，安贤洙最先通过终点的瞬间，韩国队内悲喜交加。赛后还出现不寻常一幕，队友宋锡雨、吴世种、徐昊辰和李昊锡在冰面上整齐划一，给KBS解说李准镐和男队教练宋在根行大礼；与此同时，安贤洙远离他们，拥抱女队教练朴世佑，独自享受喜悦。奥运期间，每当记者提问派系斗争，韩国冰上联盟的高层都会疲于澄清，选手则是含糊其辞，一切矛盾暂时被韩国冬奥史上短道速滑最佳成绩所掩盖。
安贤洙是首位在单届奥运上赢得所有项目奖牌的短道速滑选手，也是2006年都灵冬奥会中获得奖牌数最多的男选手，还是韩国奥运史上单届奖牌数最多的选手（3金1铜），凭借无懈可击的坚强堡垒，加冕为“短道皇帝”。

### 2006年冬季奥运会以后
2006年世界短道速滑锦标赛，安贤洙最后一圈内道超越李昊锡，获得1500米世锦赛四连胜；500米决赛，安贤洙第二过线，裁判詹姆斯·休伊什判他犯规，理由是“偏离赛道”，使他包揽所有项目奖牌的机会戛然而止。教练朴世佑强烈抗议，“触碰前面选手（李昊锡）移至道外的标志块，不属于偏离赛道”，最终申诉没被采纳，这又引发新的阴谋论。
巧合的是，李昊锡在1500米和500米比赛中分别获得第二和第三，两者积分相同（34分）。这意味着在超级3000米决赛前，为占据获得全能王的有利形势，他们都迫切需要在1000米夺冠，最后时刻，李昊锡试图内道超越，安贤洙果断牵制获得冠军。焦点战3000米的最后一个直道区，安贤洙试图加速进行内道超越，两者发生肢体接触，李昊锡提前预判卡位而失去平衡摔倒；尽管安贤洙第一冲线，裁判还是判他犯规失去积分。最终，安贤洙继续创造历史第4次卫冕全能王（68分），李昊锡获得全能银（60分）。
赛后，父亲安基元与韩国冰上联盟副会长金亨范在仁川国际机场发生争吵推搡，指责敌对派系的教练和选手合谋，阻止儿子在1000米和3000米夺冠，“本应该考虑和外国选手竞争，但是韩国选手却更妨碍，不想让贤洙拿第一”。男队教练宋在根表示，“我甚至想贤洙不是为了挑战体育，而是为了杀死某人，非得拿第一不可”。韩国冰上联盟宣布考虑采取严厉纪律处分，这是派系斗争极端化的标志性事件。

2006年4月5日，安贤洙表达想要放弃职业生涯的痛苦心情：
|  | 派系斗争扩大，选手们受到很多伤害。不想卷入这种无休止境况，虽然经历过殴打和贿赂等各种事，但从未像本赛季这样辛苦，不想记住的事情也很多。作为选手，在我的专业里尽最大努力，却受到指责，听说你做出让步……谁会在四年一度的奥运会……在人生千载难逢的比赛中让步？即使获得金牌，我也很沮丧。为了证明不是让步，我认真准备了剩下的（接力）比赛。 |

2006年都灵冬奥会后，李昊锡马上表示，“最后一圈贤洙哥进攻的情况下，稍有不慎就会发生冲突，所以没有进行最后冲刺。这绝对不是让步，只是按照我的实力滑行而已”。2010年温哥华冬奥会后，他再次澄清，“都灵冬奥会和4年后的今天一样，我竭尽全力没有让步。对获得银牌很满意，也真心祝贺获得金牌的选手”。美国短道速滑队教练张权钰解释，“这是韩国短道首次取得完美胜利的比赛。虽然之前也取得成就，但其他国家没有真心佩服的原因是牺牲部分选手的团队配合。在本届冬奥会上完全没有这种情况，所有人都被韩国的公平竞争精神所感动”。
2006年4月6日，韩国冰上联盟会长朴成仁就派系斗争发表道歉：这不是一两天的事儿，去年4月，部分短道男队成员拒绝入村，就开始不对。我们认为幕后操纵选手的人责任更大，如果按规开除，他们连奥运都去不成。为了派系和解，甚至邀请双方担任联盟高层，最终还是调解失败。所有一切都是会长的错。2006年4月26日，韩国冰上联盟调查委员会宣布，“重播录像100多次，结论不是故意碰撞，选手都是无意的”。2006年5月18日，韩国冰上联盟奖惩委员会宣布，禁止安基元一年内参与联盟主办的大赛。

#### 06/07：世锦历史五连
2006年10月26日，韩国冰上联盟采取“私人教练制度”，教练全明奎负责安贤洙和全志秀，教练宋在根和尹在明负责金玟廷、边千思、陈善有、宋炅泽、金秉俊、金炫坤和李昊锡，教练朴世佑负责郑恩朱，致力于解决派系斗争的矛盾。
2006-2007赛季短道速滑世界杯，安贤洙在第一站依旧强势，获得全部三枚金牌，之后的三站世界杯也稳定发挥，常驻领奖台（8金1银2铜）。
2007年长春亚冬会，安贤洙因跟腱发炎和严重感冒饱受折磨，第一天只获得1500米银牌。雪上加霜的是500米比赛，中国选手李野试图强行超越而摔倒，安贤洙虽以第一名冲线但被判犯规；教练朴世佑认为是偏向判决和主场优势，“无法接受，现场观看的外国选手和记者也一致认为这是不公平的，甚至没有录像判定设备”。尽管历尽波折，他在最后一天恢复状态，轻松获得1000米金牌，接着作为二棒领衔5000米接力，与队友金秉俊、宋炅泽、金炫坤和李昊锡携手夺金。
2007年世界短道速滑锦标赛，1500米决赛，加拿大选手奥利维耶·让在还剩6圈时带倒安贤洙，尽管他马上站起来继续，可是连续夺冠纪录被打破而遗憾得铜。500决赛，安贤洙一道出发，起跑落到第三，最后不及两位加拿大选手获得铜牌。1000米决赛，他终于战胜夏尔·阿默兰和阿波罗·大野拿下宝贵的34分，利用空隙超越取得惊心动魄的反败为胜。超级3000米，队友宋炅泽先跑一圈占得先机，安贤洙最后几圈开始加速，成功超越其他外国选手获得第二。当然，他还和队友们配合默契，将5000米接力金牌收入囊中，这也是第4块世锦赛接力金牌。
最终，安贤洙再次赢得所有项目奖牌并获得全能王（81分），成为历史上第一位实现世锦赛5连冠的男选手，“希望在明年的世锦赛上继续夺冠，打破中国女子王牌选手杨扬的六连冠纪录。我想在2010年的温哥华冬奥会上重现都灵辉煌”。
2007年5月16日，韩国总统卢武铉邀请“2014平昌申奥大使”安贤洙和陈善有参加青瓦台午宴，鼓励社会各界共同努力申办。

#### 07/08：城南顶薪签约
2002-2007年，安贤洙蝉联5届世锦赛全能王，在1500米（4金1铜）、1000米（3金3银）和3000米（2金3银）比赛中表现出色，还在5000米接力中（4金1银）担任主角，共赢得29枚奖牌（18金8银3铜）。他在世团锦的成绩则为2金3银1铜，并在2003-2004赛季和2005-2006赛季的短道速滑世界杯上获得总冠军，也是短道速滑历史上获得亚冬会金牌最多的男子选手（5金1银）。
2007-2008赛季短道速滑世界杯，安贤洙以最佳状态回归，联合队友展现惊人实力席卷前四站，甚至从未下过领奖台——1000米（3金1银）、1500米（3金1铜）和5000米接力（包揽4金），总共12次参赛获得10金1银1铜。尽管他因伤遗憾缺席最后两站，仍旧在整个赛季全能排名第二，1000米总排第一和1500米总排第二。
韩国体育大学毕业前夕，安贤洙站在人生选择的十字路口，老师全明奎建议，“留学反而有不利影响，进入现有实业队也是勉强，应该以安贤洙为中心组建新队。首先决定明年进入研究生院，利用时间余裕来探索最佳前途”。对于父亲安基元“产生裂痕、不利待遇、处处受限”的指责——全副会长提出要创立新的实业队，毕业之后没有消息。等待中，城南市厅以良好条件提议入队，全副会长认为我们不听指示因此不满。安贤洙多次否认，“我和全教授的关系从来没有不好。2008年，我进入到韩国体育大学研究生院就读；同年1月1日，我也开始在城南市厅工作，但仅仅15天后就受伤。全教授帮我打听医院，甚至说如果韩国体育大学的康复训练条件更好，就应该来。当隶属于城南市厅时，因为立场模糊，我不能这么做——城南市厅教练孙世源和全教授之间原本亲如兄弟的关系产生过误会”。
2007年12月11日，经纪公司IB体育表示，将于明年2月毕业的安贤洙决定与城南市签订3年合约，合同总价5亿韩元（包括2亿韩元签约奖金），是短道速滑史无前例的最高薪。他在签约仪式上表示，“深思熟虑后，选择训练设施较好的城南市厅，将在良好支援下成为世界最佳选手”，城南市长李大烨也一同出席表示欢迎。
2008年1月30日，韩国冰上联盟评选安贤洙为“年度最佳运动员”。

#### 08/09：左膝四次手术
2008年1月16日，安贤洙在泰陵选手村训练时，摔倒撞到防护垫，导致左膝髌骨骨折和后交叉韧带部分断裂。医疗团队进行第一次手术——左膝插入两根固定螺钉。2008年7月25日，安贤洙接受第二次手术——取出松动的一根固定螺钉，因为它妨碍了滑冰。2008年9月1日，他恢复每日的冰上训练，并且加大康复力度。2008年11月21日，安贤洙的第三次手术——固定螺钉的拔出部位发炎后，骨盆中取骨头填洞，钢丝固定断裂的膝盖骨，“接受了以温哥华冬奥会为目标的手术，我当作转祸为福的机会，为了参加明年4月国选，将致力于康复”。

2009年2月，安贤洙经历第四次手术——取出左膝钢丝，他之后加快上冰节奏，试图提升实战状态。然而，康复过程反复繁琐，恢复速度也远不及预期，“锻炼十年的左腿肌肉全部消失，身体平衡崩溃，仅用右腿来支撑。尽管我故意不当回事继续训练，但是其他部位也是疼痛难忍，只好一边治疗一边训练”，失去世界级的平衡能力，他在细微差距决定胜负的国选上陷入苦战，正如退役信中所说：
|  | 2008年的严重膝伤是人生的一个重大转折点。我当时已经取得很大成就，很多人都建议退役。尽管在现在意识到这有充分理由，但当时那种话真是令人反感，只会让我不惜一切代价克服创伤，重新开始前进。 登上顶峰，跌入谷底，重新开始，并不容易。这个过程比想象的要漫长乏味许多，一切似乎都结束了，很可怕，我感到沮丧。 |

#### 09/10：温哥华梦碎路
短道速滑的特点是个人赛也带有团体赛的性质，因此引发各派系之间“瓜分”惯例。例如，为了淘汰对方派系的上位圈选手，下位圈选手就会故意发生冲突，或者巧妙妨碍前进。如果入选国家队，优秀选手就可以享受金牌、养老金、免兵役和奖学金等各种福利，那么通过派系内的团队合作而不是“单打独斗”来分配名额，就会被默契接受。先前派系斗争闹得沸沸扬扬的罪魁祸首是柳泰旭（韩国冰上联盟副会长、龙仁市厅教练）和全明奎（韩国冰上联盟企划副会长、韩国体育大学教授），后来两人和解且联手按照喜好挑选教练和选手，甚至对技术委员会施加影响。
2009年4月25日，安贤洙在2009-2010赛季国家队选拔赛上被淘汰，无缘2010年温哥华冬奥会。他在1000米决赛排名第4（8分）；在1500米和500米四分之一决赛，他均获第3而未进半决赛；而在超级3000米，安贤洙排名第7（2分），积分10分总排第9。他表示，“因为准备时间短，体力出现问题，接受手术的膝盖现在还没恢复，还是有点疼”。 
国选过去在4月和10月会办两次，不同寻常的是这次仅在4月选拔一回。韩国冰上联盟给的理由，春季确定人选专注集训，尤其可以多练接力，秋季再选一次会增加受伤风险；大韩体育会对此反对，不满韩国冰上联盟的国家代表选拔和运营， 认为其应对冬奥会成绩不佳担起责任。舆论认为，这不过是表面说辞，依照男接第2和女接第4的结果，不如说是有预谋的淘汰赛，目的是排除受伤还未恢复的安贤洙和陈善有。

### 2010年冬季奥运会
2010年2月2日，安贤洙代表城南市厅参加第91届全国冬季体育大会，在1500米、超级3000米和3000米接力中夺得3枚金牌。

#### 10/11：国选争议不断
2010年4月9日，韩国冰上联盟成立共同调查委员会，突然宣布4月举行的2010-2011赛季国家队选拔赛将延期到9月后。会长朴成仁解释原因，“我们做出这个决定是因为在目前情况下——密约争议，很难顺利比赛并公平选拔选手”。
2010年4月10日，为国选而备战已久的安贤洙联合李政洙请愿，抗议延期，因为他原定于5月完成四周基础军事训练，这会导致训练计划受阻。部分舆论主张，“改变赛程是为假赛丑闻降温，扰乱下个月接受基础军训的安贤洙状态”和“龙仁市厅（教练柳泰旭）主力选手脚踝受伤，它担心城南市厅取得好成绩，是为了牵制安贤洙”。相关人士表示，“推迟国选与部分人提出的拯救或杀死特定选手没有任何关系，冰上界将所有事件都视为阴谋论的现实令人惋惜”。
2010-2011赛季国家队选拔赛又迎来罕见的“计时赛”，说是防止同一阵营的选手之间“相互勾结”，又受到剧烈批评。实际上，“计时赛”在上个世纪90年代的国选中出现过，后来历经争议消失。因为短道速滑和速度滑冰特性不同，它的本质是排名之争，而非记录项目。虽然安贤洙的比赛控制能力出色，但“计时赛”对受伤正在恢复的他绝对不利，尤其在2014年索契冬奥会韩国短道男队萎靡不振的表现后，“计时赛”又再次被废弃，韩国冰上联盟居然表示考虑增加国选轮次和引进复活赛来进行改革。
2010年10月14日，安贤洙在以“计时赛”方式进行的国选中被淘汰，继续无缘2010-2011赛季国家队。此后，韩国冰上联盟表示2011-2012赛季国家队选拔赛将再次在明年4月举行，对于国选规则反复无常的变更而造成的个人损失，他依旧表示愿意为此认真准备。

#### 11/12：城南解散失业
2010年12月30日，城南市由于财政恶化，正式解散所属15个体育队中除曲棍球、击剑、田径3个项目以外的所有队。前城南市厅教练黄益焕申请失业津贴，表示无法忘记解散那天市长李在明所说，“一名职业运动员可以帮助三位贫困儿童，我是人权律师出身，不能在这些地方花钱。虽然他不太懂运动，但是我不知道他想要裁掉像安贤洙这样的选手来获得什么”。与此同时，以全明奎为首的韩体大派在冰权斗争中节节败退；非韩体大派掌权后，更没有队伍愿意对他施以援手。短道皇帝一夜之间变为失业青年，安贤洙以无所属的“普通竞技者”身份参加国内赛。
2011年2月16日，安贤洙参加第92届全国冬季体育大会，获得超级3000米金牌、1500米银牌和3000米接力银牌。2011年3月27日，他参加第25届全国短道锦标赛，获得了1000米金牌、500米银牌、1500米银牌和超级3000米铜牌，排名全能第二。2011年4月16日，安贤洙参加2011-2012赛季国家队选拔赛，获得500米金牌，最终名列第5。结束最后一次韩国国选，他准备启程前往俄罗斯，“我不在乎胸前挂着哪个国家的国旗，因为能够参加奥运会更加重要”。
2014年1月1日，城南市财政正常化，时隔三年重启冰上运动队。2014年索契冬奥会，韩国保守派评论员卞熙宰将“安贤洙出走”的责任归咎于城南市长李在明，他为自己辩护，“如果你是执政党，就应该追究受国家监管的滑冰协会的责任。为什么小气地将责任推给地方政府领导”；同时起诉对方侮辱诽谤和违反公职人员选举法，并且要求赔偿1亿韩元。2019年9月28日，韩国大法院裁定卞熙宰应赔偿300万韩元，认定将京畿道知事李在明描述为“叛徒”的帖子构成诽谤。

## 运动生涯——代表俄罗斯

### 2010年冬季奥运会以后
韩国短道速滑皇帝安贤洙成为俄罗斯民族英雄维克多·安的过程是很复杂苦涩的，回顾2008年左膝手术艰难康复、2009年奥运选拔密约串通、2010年国选延期联盟冷漠、2011年城南解散独自训练等不利，他不断陷入各种困境，因而不得不选择一个全新环境——俄罗斯。
2009年开始，俄方一直发出邀约，诚垦表示要对2006年都灵冬奥会三冠王安贤洙采取特例条款，给予最佳礼遇——直接入选国家队。美国队也有过意向，但它的短道速滑预算相对较少，公民身份的要求也相对严格，无法与主办国俄罗斯竞争。这种情况独一无二，他可能是“第一位运动员，或至少是最受瞩目的那位，离开自己国家，征求对方邀请，直到找到一个最适合的”。
2011年7月29日，安贤洙拜访国民体育振兴公团，按照规定领取4800万韩元年金。俄罗斯滑冰联盟提供12万美元年薪以及承担生活费用，提议退役后担任大学教授和国家队教练。国际滑冰联盟（ISU）规定代表他国参赛的方法： 一种是在当地居住一年后，经滞留国家滑冰联盟同意申请国籍；另一种是在当地居住一年后，根据两国滑冰联盟的协议，无论是否获得滞留国家国籍，都将获得代表资格。韩国冰上联盟没有理由同意转会并达成协议，所以只能入籍。
2011年8月16日，安贤洙申请入籍，将代表俄罗斯参赛。入籍前，韩国冰上联盟的匿名人士曾打电话诽谤，“他在韩国是个问题运动员，永远不应该被接受”，俄罗斯滑冰联盟主席阿列克谢·克拉夫佐夫表示，“他人言论无法改变我的决定，我能从维克多·安的眼中看到意志，情不自禁地愿意相信，他似乎非常渴望重返比赛并获胜”。
2011年12月26日，俄罗斯总统德米特里·梅德韦杰夫签署总统令，安贤洙正式取得俄罗斯国籍，他改名维克多·安，以纪念苏联韩裔摇滚教父维克多·崔，“这个名字还与Victory有关，它的意思是胜利，希望之后能带来好运”。根据《大韩民国国籍法》，他的韩国国籍将自动消失，“刚开始以为能拥有双重国籍，结果我没能慎重考虑，不管原因如何都在反省”。

#### 11/12：转籍柳暗花明
2010年4月1日，前美国短道速滑队教练张权钰担任了俄罗斯短道队主帅，“从来也没有考虑过，招募安贤洙，个人希望他在韩国取得成功”。2011年8月18日，张权钰分享合作第一个月的感受，“我从2002年开始认识安贤洙，如果你问任何一个滑冰教练，比如我，都会给出最高评价。我们取得很大进展，新人试图模仿他的技术和态度，我甚至称安贤洙为俄罗斯国家队真正的榜样”。
2011年10月4日，俄罗斯滑冰联盟解雇韩教张权钰、崔光福和金智浩，理由是体罚选手导致受伤、本土教练意见冲突和不赞成韩国式“优胜劣汰”的训练理念。随后，前城南市厅教练黄益焕被邀请到俄罗斯队，“让作为奥运会三冠王的贤洙担任助教和示范演示，他的膝盖完全不行了，其他选手滑13圈，他落后两圈，我们互相抱头痛哭”。维克多·安说这是一次彻底的危机，“若千里迢迢来到俄罗斯，没有卷土重来就退役，又会被万箭穿心。韩国各种派系斗争让人揪心，俄罗斯的训练很愉快，选手教练说笑打闹，过着像人一样的生活”。
2011-2012赛季短道速滑世界杯，维克多·安在第五站莫斯科，时隔4年重返国际大赛。美国选手乔丹·马隆在脸书写“神回来了”；他谦虚表示，“我只参加接力，半决赛队友摔倒，第六站去到荷兰获得第四”。教练黄益焕回忆，“最后一次韩国国选，他的500米是第一，状态并不差；俄罗斯的第一次选拔赛，成绩却是倒数第一。时隔半年，贤洙陷入最严重的低谷，身上很多伤，还与韩国教练展开微妙心理战，被他们孤立”。后来，俄方给他配备训练师、私人教练、物理治疗师和专业医务人员，针对膝盖疼痛进行量身定制的训练，引入科学方法解决滑冰装备的问题，通过充分休息而不是过度训练来积累能量和缓解压力，维克多·安开始触底反弹，展现上升势头。

#### 12/13：首金东山再起
2012-2013赛季短道速滑世界杯，维克多·安在第一站获得1000米金牌，这是自四年前膝伤以来在国际赛场的首枚金牌，韩国观众用掌声欢迎，“感谢你们将安贤洙还给我们，我们不在乎他为哪个国家效力”。第四站，维克多·安获得1500米金牌，成功阻击韩国选手卢珍圭的11连胜，“韩国短道速滑之所以蓬勃发展，就是因为有这样的天才后辈”。作为韩国冰上界眼里的“过时选手”，他时隔五年华丽复出，展现一流存在感——1000米（2金1银）总排第二、1500米（1金1铜）总排第二，“最重要的是，我想向世界冰坛展示‘安贤洙没有死’的事实”。  
2013年欧洲短道速滑锦标赛，维克多·安获得500米铜牌、1000米银牌和5000米接力金牌。队友弗拉基米尔·格里戈里耶夫认为他为战术而生，凭借丰富的经验，预测一切即兴发挥，所以尽管滑在前面，也能从背后看穿对手所有的计划，但是直到最后时刻才表现出来。   
2013年世界短道速滑锦标赛，维克多·安获得500米银牌和5000米接力银牌，这也是俄罗斯短道队首次获得世锦赛的奖牌。俄罗斯滑冰联盟主席阿列克谢·克拉夫佐夫表示，“之前没人愿意相信俄罗斯短道速滑，甚至运动员本身。两年前这些家伙告诉我：那些获得世锦赛资格的人是傻瓜，他们只会让自己丢脸，最终只获得二三十名，可是现在我们能够并驾齐驱和平等竞争”。至此，维克多·安超越加拿大短道传奇马克·加尼翁保持的奖牌数，成为短道速滑历史上获得最多奖牌的男子选手，还被授予“俄罗斯荣誉体育大师”称号。

#### 13/14：索契王者归来
2013-2014赛季短道速滑世界杯，维克多·安在4站世界杯中获得2金6银2铜——500米总排名第一，1000米总排名第二以及1500米总排名第三。第二站是他入籍俄罗斯后首次回韩国参赛，男队教练尹在明冷漠表示，“安贤洙也只不过是一名外国选手‘维克多·安’而已，不会有特别牵制”；韩国选手辛达吾毫不在意，“我会借观众助威，在主场取得好成绩。比起贤洙哥，夏尔·阿默兰应该会成为最强对手”。结果，他是唯一一位在所有个人项目都获得奖牌的选手——500米金牌、1000银牌和1500米铜牌，而韩国短道男队遭遇主场魔咒，夺金失败。
第三站，维克多·安在1000米上刷新个人最佳成绩为1:23.487分。第四站，他获得500米金牌、1500米银牌和5000米接力银牌，俄罗斯体育部长维塔利·穆特科表示，“看看队长维克多·安如何团结队伍，接力后颁奖（他们）一起给他递旗子，大家都尊重他，这简直太棒了”。NBC解说阿波罗·大野表示，“我认为这是非凡救赎故事，这个孩子在联盟中饱受伤害，他下了一场豪赌去俄罗斯代表他国比赛。我现在喜欢维克多·安，因为他为自己滑冰，而不是教练的施压强迫，他滑冰是因为真的真的想赢，真的很爱这项运动，这就是运动员如此酷的缩影”。
2014年欧洲短道速滑锦标赛，维克多·安获得500米、1000米、超级3000米和5000米接力四枚金牌，是俄罗斯短道队首位男子欧锦赛全能王。尤其5000米接力，他作为最后一棒逆转比赛赢得金牌；荷兰选手辛基·克奈格特极度不满，先竖起中指后假装踢人，作为违背体育精神的处罚，他被授予红牌和剥夺全能第三。荷兰教练杰伦·奥特解释，“双荷兰式敬礼”是激烈战斗的挫败感，不针对谁；俄罗斯教练塞巴斯蒂安·克罗斯表示，如果只是（安），那么一些怨恨可能是合理的；维克多·安冷静看待，第一次遇见这种情况，没有期待道歉，明白他不是故意。

### 2014年冬季奥运会
2014年索契冬奥会，维克多·安跨越国籍、克服年龄和忍受伤病，成功复苏进入第二个全盛期——成为获得奥运金牌（6枚）最多的短道选手，也是首位在全部项目（500米、1000米、1500米和5000米接力）都获得奥运金牌的选手，还是首位在两届冬奥会（2006年、2014年）都获得全部项目奖牌的选手，以及奥运历史上首位以两个国籍获得奥运金牌的选手。

#### 首枚奖牌和总统问责
2014年2月10日，维克多·安在1500米决赛中不及加拿大选手夏尔·阿默兰和中国选手韩天宇获得铜牌，“能为俄罗斯带来首枚短道奖牌很特别，心情比都灵冬奥会更加愉快，感谢大家的信任支持。与韩国选手没有任何不便，是媒体令我们尴尬，希望不要夸大其词”；韩国选手李韩彬也友好透露，“贤洙哥说比完决赛，无论结果如何，热烈拥抱一下吧”。
2014年2月13日，韩国总统朴槿惠在听取文化体育观光部的工作报告时反问，“安贤洙尽管拥有最棒的实力，但在韩国没能够实现自己的梦想，而在其他国家奋斗。安贤洙的问题是不是派系主义、选边站队、裁判舞弊等体育界底层的不正之风和结构性乱象所导致的”。短道速滑一直是韩国最受欢迎和最为成功的奥运项目之一，截至2014年冬奥会，26枚金牌中有21枚来自这里。精英体育政策推动下，它是⺠族自豪的象征，甚至代表国际竞争力，而“安贤洙现象”的关键词是荒谬、不公平和非理性，这引起公众对韩国冰上联盟的普遍质疑和强烈反感。

#### 三枚金牌和戏剧复仇
2014年2月15日，维克多·安在1000米决赛中一开始滑在第4名，再与队友弗拉基米尔·格里戈里耶夫交替领滑剩余7圈，最后包揽冠亚军——这是主办国俄罗斯冬奥史上首枚短道速滑金牌，荷兰选手辛基·克奈格特获得铜牌，而唯一进入决赛的韩国选手辛达吾被判犯规。他在赛后亲吻冰面和挥舞俄罗斯国旗，颁奖时还唱俄罗斯国歌，“所有人都说我完了，我证明他们都错了。四年备战，没哪位选手没经历困难，每个人的目标都是夺金，外面有人互相憎恨，我只是拥抱他（辛达吾）说，谢谢你的努力”。 
2014年2月17日，配合冰上界元老、前韩国冰上联盟主席张明熙的赛前铺垫——罪魁祸首是全明奎的独断专行，父亲安基元直指矛头，“当初贤洙选择城南市厅而不是读研，全某威胁我，去那里就会结束职业生涯；甚至任意更改国选规则，忙着看他眼色，没有过一天安心日子”。舆论一片哗然，争议迅速升级，公众开始回顾韩国教练崔光福和MBC解说金昭希涉及的2004年短道女队殴打事件，韩国冰上联盟副会长全明奎的博客留言更是铺满批评，韩国冰上联盟的网站访问量也因此剧增而一度宕机崩溃。
韩国文化体育观光部长官刘震龙反思，“安贤洙事件，不能只把责任推给冰上界，政府也有主管责任，如果有需要道歉的地方，我就必须道歉。要解决体育界的派系主义和组织私有化，也应该保障选手的自主择业权利”。韩国文化体育观光部第二次官金钟表示，“索契冬奥会结束后，我们将对韩国冰上联盟的不正之风、派系问题、国家代表以及教练选拔方式等进行全面审计”。韩国国会教育文化体育观光委员会的议员、前泰陵选手村村长李艾莉萨表示，“我是安贤洙的粉丝，如果不是国会议员有很多话要说（我忍住了）；个人而言，不认为安选手有什么问题。2006年都灵奥运会期间，我担任选手村负责人，看到了这一切”。
2014年2月21日，维克多·安在500米决赛，有意错过起跑抢位，调整节奏保持体力；剩余3圈时，中国选手梁文豪不幸摔倒，他冷静抓住时机，先后超越加拿大选手夏尔·库尔努瓦耶和中国选手武大靖，一举跃居首位。5000米接力决赛，中国队和荷兰队出发就碰撞摔倒，维克多·安瞬间反应到不会召回，第一个要求队友弗拉基米尔·格里戈里耶夫继续滑，于是俄罗斯队和美国队占据领先优势；剩余7圈时，他作为二棒找准时机，迅速超越美国选手杰·亚·塞斯基；最后两圈维克多·安全力甩开后者追击，终点线前提早起身鼓掌，与队友弗拉基米尔·格里戈里耶夫、鲁斯兰·扎哈罗夫和谢苗·叶利斯特拉托夫相拥庆祝以6:42.100分破奥运纪录夺冠，冰山冬季运动宫洋溢着节日气氛，上万观众因此沸腾。
赛后新闻发布会，维克多·安打破沉默，“虽然因派系受过伤害，但这不是决定性的入籍契机；与父亲意见冲突，他是因太疼爱我才这样；没说过的部分被夸大，从没认为（韩国冰上联盟）应该给我特殊待遇；俄罗斯的信任给了我安心运动的环境，事实证明这个决定没有错”。俄罗斯滑冰联盟主席阿列克谢·克拉夫佐夫表示，“韩国有很多才华横溢的选手，如果你拥有许多，不能知道真正价值，就像孩子拥有太多玩具，只要稍加破损，就会马上扔掉”。韩国冰上联盟会长金载烈表示，“没能达成目标，作为团长向支持我的国民表示歉意。既然问题已经提出，我们将仔细研究是否做得好，有没有需要改善的地方”。
2014年索契冬奥会闭幕式，维克多·安手持俄罗斯国旗入场参加升旗仪式。美媒称安贤洙入籍俄罗斯，就像迈克尔·乔丹为古巴效力，NBC评选他为“2014年索契冬奥会最佳运动员”。作为戏剧性的胜利者，维克多·安成功复仇夺得三金，使俄罗斯短道速滑队名列奖牌榜第一；形成鲜明对比的，这是短道速滑自1992年成为奥运会正式比赛项目以来，韩国短道速滑男队表现最差的一次，韩国冰上联盟也成为最大输家，韩国代表团在索契失利的真正原因，可以归结为少了那一位选手——维克多·安。

#### 两个祖国和友好大使
民调机构盖洛普韩国，2月17日至18日向611名19周岁以上的男女进行采访，70%的受访者认为无论国籍如何，维克多·安获得金牌值得赞赏；69%的受访者表示理解他入籍代表俄罗斯参赛。根据全俄民意研究中心结果，3月1日至2日向俄罗斯42个地区130个定居点的1600人调查，72%的俄罗斯人认为代表国家队的运动员来自哪里并不重要。
2014年2月22日，韩国国务总理郑烘原会晤俄罗斯总理德米特里·梅德韦杰夫，祝贺维克多·安的精彩表现——俄韩两国人民共同为他加油，因为他创造了两国紧密联系在一起的机会。俄罗斯总理德米特里·梅德韦杰夫指示俄罗斯体育部长维塔利·穆特科，帮忙解决住房问题。作为奥运金牌获得者，他还收到了一枚镶有陨石碎片的金牌、一辆梅赛德斯-奔驰GL级轿车、一套新戈尔斯克训练中心附近住宅、一只奥运官方计时欧米茄赠送的海洋宇宙“索契2014”限量版腕表等奖励。
2014年2月24日，俄罗斯总统弗拉基米尔·普京向维克多·安授予四级祖国功勋勋章，“有必要特意提及维克多·安，一位短道速滑杰出大师，为我们献上四枚奖牌，让数百万俄罗斯人爱上这项运动”。2014年2月28日，俄罗斯联邦国防部长谢尔盖·绍伊古向维克多·安颁发加强军事合作奖章 。
2014年6月5日，韩国文化体育观光部委任维克多·安为“2014-2015韩俄互访年名誉宣传大使”。2015年，维克多·安的右臂刻上新纹身——在两国国旗下的冰面疾驰 ，表达对俄罗斯的感谢和韩国的思念，“在冰场遇到昔日同胞时，我们互相尊重。韩国永远是我的祖国，我在那里出生并度过大半生。现在我有了另一个祖国——俄罗斯：它给了我机会。当我站在领奖台，聆听俄罗斯国歌时，同时感到喜悦和感激”。

### 2014年冬季奥运会以后
2014年世界短道速滑锦标赛，维克多·安在500米决赛只为冠军而战，最后一圈，他试图超越美国选手杰·亚·塞斯基时，加拿大选手夏尔·阿默兰利用这点得以牵制，使他错失领奖台。1000米决赛，维克多·安轻松夺冠，而竞争对手夏尔·阿默兰在半决赛中被判犯规；1500米决赛，他获得第四，在所有项目上攒有积分。超级3000米，美国选手杰·亚·塞斯基制定领先一圈的兔子战术以确保全能前三；剩余3圈时，两位中国选手体力透支，维克多·安和夏尔·阿默兰以全能王为赌注，开始冲刺；剩余2圈时，维克多·安内道超越夏尔·阿默兰，对方心急如焚的猛烈追击下，维克多·安老练切断超越路线；最后一圈的弯道，他故意减速，全速追击的夏尔·阿默兰不幸滑倒而错失全能银。
最终，维克多·安获得第6次全能王（63分）——时隔7年夺回这一殊荣以重登世界之巅，帮助俄罗斯短道速滑队夺得首枚世锦金和首位全能王，也成为世锦赛历史上拥有最多夺冠次数（6次）和最多连冠次数（5次）的男运动员；与此同时，韩国短道速滑男队也时隔6年首度无缘全能王，时隔13年对单项冠军一无所获。
2014年3月17日，韩国冰上联盟副会长全明奎自愿辞职，为索契冬奥会糟糕表现担责。2014年3月20日，路透社采访韩国冰上联盟的官员，对方引用安本人说的改变国籍是为参加奥运会，否认存在任何派系斗争，还指责安的父亲利用媒体；一位匿名教练表示，冰上界没人会公开谈论韩国冰上联盟的内部问题，这会给自己带来麻烦。我们理解安贤洙为什么不得不离开祖国，所有人都有责任，包括我自己。
2016年11月9日，韩国冰上联盟表示，调查风波的文体部职员向青瓦台如实报告，但被置之不理，感到非常郁闷。崔顺实通过亲信掌握冰上界，介入总统发言。2018年平昌冬奥会，以速度滑冰女子团体追逐赛“孤立风波”为契机，冰上派系风波再起，韩国国会教育文化体育观光委员会的议员安敏锡表示，“安贤洙和全副会长是相互信任的师生，现在关系也很好。全副会长被朴槿惠政府赶下台，崔顺实干政事件后再次回归的一系列过程也有相当政治的一面”。此后，安敏锡又披露维克多·安本人短信，说我入籍是因为全教授，这并不属实。

#### 14/15：杯赛巅峰闪耀
2014-2015赛季短道速滑世界杯，维克多·安在第一站获得1000米金牌和5000米接力金牌，他跳过了第三站和第四站参加全国短道速滑锦标赛，获得全能冠军。第五站德累斯顿的1000米半决赛，维克多·安超越加拿大选手夏尔·阿默兰时不慎摔倒，脚踝受伤退出剩余比赛；回归第六站，他获得1000米银牌和1500米铜牌。
2015年欧洲短道速滑锦标赛，维克多·安获得500米金牌、3000米银牌和5000米接力金牌，以及全能第二，携手队友迎战主要竞争对手荷兰，延续胜利——这届比赛在荷兰主场多德雷赫特举办，“战术取决于对手，只要有新的强者，就要拿新的东西，对手已经准备新的惊喜”。
2015年世界短道速滑锦标赛，维克多·安在1500米半决赛，战胜世排第一的韩国选手辛达吾进入决赛，最终遗憾获得第五，排名全能第九。这届比赛在俄罗斯主场莫斯科举办，他坦言状态未达最佳：
|  | 对我来说，没有落败。根据经验，人生总是，升至顶峰，实现目标，再跌谷底。接着你站起来，再启登顶之旅。一个自然过程，每个人迟早都得为衰退做准备。这是一场衰退，不是一次失败。你只有一条路可走，跌倒之后继续战斗。 多年以来，我一直最受瞩目，接着失去一切，再度回归获胜——这才是真正的胜利。我很高兴，我经历了所有磨难。 |

#### 15/16：伤病暂别赛场
2015年9月16日，维克多·安宣布以“恢复模式”来度过整个赛季。他之后赴韩训练，韩国冰上联盟解释，“之前接受手术的左膝状况不太好，与其过度参赛，不如陪伴即将分娩的妻子；全副会长和安贤洙关系不好是个误会，否则不会一起训练”。2016年3月17日，俄罗斯驻韩大使亚历山大·季莫宁向他颁发护照，用于刚出生的女儿。之后，他还成为第19位入选“俄罗斯奥运冠军名人堂”的运动员。

#### 16/17：世锦状态回升
2016-2017赛季短道速滑世界杯，维克多·安在第一站和第三站均获得500米铜牌，还在卡尔加里刷新个人最好成绩为40.334秒。而第四站也是平昌冬奥会测试赛，他直言，“现在身体状态并不好，提升滑冰感觉比获得奖牌更重要”；对于前韩国文化体育观光部第二次官金钟的恶意贬低，“安贤洙在与韩国体育界发生摩擦后加入俄罗斯国籍，即使获得了金牌也不会受到认可，他只是一个获得奖牌的孩子”，维克多·安坦言很难谈论政治部分——当时正值朴槿惠弹劾案。最后两站，他也先后获得5000米接力金牌和银牌。
2017年欧洲短道速滑锦标赛，维克多·安获得500米铜牌和5000米接力银牌。
2017年世界短道速滑锦标赛，他在超级3000米获得第三名。

#### 17/18：平昌一步之遥
2017年7月10日，俄罗斯国家队在韩国体育大学进行奥运备战的两周训练，俄罗斯滑冰联盟感谢维克多·安的帮助，因为他和韩国冰上联盟还保持着良好关系。对于选手生涯，他用马拉松来类比，现在已经通过40公里大关。一想到即将到达终点，最近运动反而更加开心。
2018年欧洲短道速滑锦标赛，维克多·安获得500米银牌和5000米接力银牌，“在奥运会上，我没有被赋予任何的任务，最重要的是尽力而为。与结果无关，短道速滑就是我的生命，能‘生活’在其中的时间已经所剩无几，所以我享受每一刻——想在平昌为这一切画上美丽的句号”。

### 2018年冬季奥运会
2018年平昌冬奥会，维克多·安原计划在祖国谢幕后完美退役，但国际奥委会（IOC）因俄罗斯体育禁药问题而禁止其参加，尽管他从未被公开指控使用兴奋剂。

#### 清白名单和个人资格
2016年10月，维克多·安向国际滑冰联盟（ISU）询问俄罗斯体育禁药问题，答复是他不在麦克拉伦报告的名单上。2017年11月6日，俄罗斯滑冰联盟主席阿列克谢·克拉夫佐夫告诉俄新社，俄罗斯短道队并不在奥斯瓦尔德委员会正在举行听证会的28名运动员调查名单上。
2017年12月6日，国际奥委会（IOC）在瑞士洛桑召开了执委会会议，禁止俄罗斯代表团参加2018年平昌冬奥会，但是允许一些“清白”运动员以“来自俄罗斯的奥林匹克运动员（OAR）”名义来参赛。维克多·安向韩联社表示，“若俄罗斯不抵制，想以个人身份参加平昌奥运会”。俄罗斯总统弗拉基米尔·普京表示，当局不会抵制平昌奥运会，不会阻止个人参赛。2017年12月8日，共同民主党党首秋美爱访问俄罗斯，“我很感激普京总统允许个人参赛，安贤洙选手有机会在祖国舞台上展现出优秀实力，对此表示欢迎”。
2017年12月22日，奥斯瓦尔德委员会指控和纪律处分的43名2014年索契冬奥会运动员名单中，也没有维克多·安的名字。各个委员会的报告和格里戈里·罗德琴科夫的证词中，不仅没有提到维克多·安本人，而且没有提到整个短道速滑。

#### 写信质疑和禁赛申诉
2018年1月22日，距离冬奥会开幕仅两周，维克多·安领取奥运装备时被告知，国际奥委会（IOC）的邀请审查小组将其排除。名单公布后，负责邀请工作的国际检测机构（ITA）主席瓦莱丽·福内龙表示，未被邀请并不一定意味着服用兴奋剂——这不应自动引起人们对其诚信的怀疑；国际奥委会（IOC）声明可能会对非受邀人员进行额外调查程序。国际滑冰联盟（ISU）速度滑冰技术委员会主席亚历山大·基巴尔科表示，“国际滑联没有任何关于安是否可以参加奥运会的信息，需要等待俄罗斯奥林匹克委员会的官方公告，只有他们掌握信息。也许这些只是谣言，不知道是谁传播了它并激怒整个国家”。
俄罗斯奥林匹克委员会副主席斯坦尼斯拉夫·波兹尼亚科夫声明，维克多·安、谢尔盖·乌斯秋戈夫和安东·希普林从来没有卷入任何兴奋剂案件，职业生涯提供的所有样本都能证明他们清白。俄罗斯国家杜马代表、速度滑冰奥运冠军斯韦特兰娜·茹罗娃表示，“这个决定纯属无稽之谈，我不明白没有短道速滑之神怎么能举办奥运会？尤其这是在他的祖国举行。毫无疑问，维克多·安是短道速滑之神，而国际奥委会（IOC）刚刚剥夺了主角的比赛机会”。俄罗斯国家杜马代表、世界重量级拳王尼古拉·瓦卢耶夫表示，“这是彻头彻尾的欺凌，他们想除掉谁就除掉谁。一切都是为了最大限度地羞辱俄罗斯，我们必须竭尽全力支持运动员”。
前俄罗斯短道队教练黄益焕指出，“在俄罗斯时，我们没有遇到任何兴奋剂问题。贤洙非常细心，比赛前甚至不吃感冒药，不知道为什么禁赛”；韩国冰上联盟短道速滑总监朴世佑强调，“长期以来一直教导和关注贤洙，他不是使用违禁药物的性格”。某国际兴奋剂官员要求匿名采访，“赛前采取比以往更严格的标准，包括对俄罗斯选手进行1万多次兴奋剂检测；俄罗斯现在处境特殊，不能这样贸然下结论说他使用违禁药物”；城南滑冰联盟副会长权锦中表示，“维克多·安的自我管理被称为‘完美无瑕’，韩国冰上界对他涉及兴奋剂的消息感到困惑”。

2018年1月26日，维克多·安公开致信国际奥委会（IOC）主席托马斯·巴赫，表达失望愤慨，要求澄清原因：
|  | 纵观整个短道速滑职业生涯，我从未遭遇过对于诚实和正直的怀疑。尤其获得佳绩之后，取胜的秘诀除了实力和付出别无他法。我一直尊重体育本身、竞争对手和奥林匹克，我一直遵守反兴奋剂法规，并真诚相信，只要正确完成所有步骤，满足参赛标准，一名“清白”的运动员就有权参加奥运会。然而，国际奥委会却另有决定，并且没有告诉我原因。 我仔细研究委员会做出这一决定时采用的标准，负全部责任声明：我没有做错任何事，足以被列入禁止参加奥运会的选手名单。令人愤慨的是，被禁止参加奥运会竟然没有具体原因，而且现在人们还认为我是服用兴奋剂的选手。在体育界摸爬滚打这么久，这次禁止我参加奥运会的决定，已经成为国际奥委会对我不信任的象征，也是整个体育界不信任我的原因。 我真诚希望国际奥委会公布理由，以便我捍卫荣誉和尊严，这是我完全有权利享有的。我非常期盼，经历漫长短道速滑之旅后，支持者和记者们会信任我，而这次被剥夺参加奥运会的机会，绝对不是我的错。 |

俄罗斯总统新闻秘书德米特里·佩斯科夫表示，克里姆林宫完全支持运动员通过法庭或向奥委会领导层申诉的形式争取平昌冬奥会参赛权。国际奥委会（IOC）的回应则是，以保护相关人员的权利，无法对个案发表评论。
2018年2月6日，维克多·安和安东·希普林等30名俄罗斯运动员向国际体育仲裁法庭（CAS）申诉，要求推翻国际奥委会（IOC）的决定。2018年2月9日，国际体育仲裁法庭（CAS）正式驳回上诉，维克多·安在最后一刻失去参加平昌冬奥会的资格。国际体育仲裁法庭（CAS）援引《奥林匹克宪章》第44条第3款：任何参赛者必须经过国际奥委会（IOC）批准，国际奥委会（IOC）有权自行决定拒绝任何参赛者而无须出具理由，任何人都没有参加奥运会的所谓权利。国际奥委会（IOC）制定邀请名单的程序不能被描述为一种制裁，而是一种资格认定。申请人未能获得邀请，似乎暗示卷入俄罗斯兴奋剂违规事件，但本案裁决并非认定申请人是否实施兴奋剂违纪行为。任何不公平现象都是俄罗斯奥委会禁赛的结果，这一过程既不歧视也没有不公平。
维克多·安对KBS表示，“国际奥委会（IOC）决定不邀请俄罗斯的那一刻起，是否参与奥运就不再重要了。我认为维护目前为止的积累更重要，国际奥委会（IOC）似乎不会特意说明理由”。英国选手埃莉斯·克里斯蒂表示，“不知道禁赛的原因，但是所有短道选手都很想念他”。

#### 重获赛权和后续调查
2018年3月13日，俄罗斯外交部长谢尔盖·拉夫罗夫会见韩国总统特使、国家安保室室长郑义溶，他承认，“韩国人民对短道速滑选手维克多·安无法参加这届奥运会感到非常遗憾”。2018年6月22日，维克多·安受邀参加韩国总统文在寅访俄国宴，俄罗斯总统弗拉基米尔·普京拥抱他并表示，“我们的运动员没有做错任何事，只是无法参加奥运会。不过，我非常感谢文在寅总统对俄罗斯运动员的热情鼓励”。
2019年以来，国际奥委会（IOC）和世界反兴奋剂组织（WADA）对莫斯科反兴奋剂实验室的实验室信息管理系统（LIMS）2012年至2015年记录的运动员兴奋剂检测结果进行调查。“LIMS行动”能够通过法医手段恢复大量被操纵和删除的数据，这导致数十起参与俄罗斯兴奋剂计划的运动员被指控。维克多·安回归赛场后，依旧郁闷不解，“国际奥委会（IOC）的答复只是‘没有义务回答个别选手的问题’，但我认为作为选手，很有义务知道确切理由。国际奥委会（IOC）的兴奋剂规定清单也非常严格，至今还不知道是因为什么条款而未能通过”。
2022年3月20日，维克多·安再次对韩联社澄清，除了被禁止参加2018年平昌冬奥会，自己没有受到进一步的纪律处分，获奖记录也保持不变。更没有受到国际滑冰联盟（ISU）的正式起诉或停赛，仍被允许参加国际比赛，也被允许作为中国短道速滑队教练参加2022年北京冬奥会。2022年6月6日，国际滑冰联盟（ISU）根据莫斯科反兴奋剂实验室的实验室信息管理系统（LIMS），结清所有针对俄罗斯选手的兴奋剂案件，维克多·安不在其中。

### 2018年冬季奥运会以后
2018年2月，尽管还未正式宣布退役，维克多·安就收到了来自俄罗斯和韩国国家队的教练邀约。韩国冰上联盟秘书长甚至向《消息报》表示，“与我们的关系仍然很好，也非正式地讨论了合作的选择，无论如何决定权在他手中”。但是由于2018-2019年韩国冰上界的混乱局面，以及他本人强烈希望继续运动生涯的愿望，最终没有成行。

#### 18/19：退役落叶归根
2018年9月5日，维克多·安首次宣布退役，因家庭原因回韩，也不在俄担任教练。俄罗斯奥林匹克委员会主席斯坦尼斯拉夫·波兹尼亚科夫表示，“尊重他退役返回祖国韩国的决定，真诚感谢其为俄罗斯短道速滑发展所做的一切，也将不止一次为他的成功而欢欣鼓舞”。
2018年9月10日，维克多·安的亲笔信解释道，“更想追求选手生涯，而不是教练生涯，所以只是拒绝担任俄方教练。今后出路，休假期间会考虑后再做决定。关于我的推测性报道都不是事实，希望大家不要过度解读”。2018-2019年，他作为节目成员出现在KBS2综艺《超人归来》和MBC综艺《真正的男人300》中，并出席了MBC演艺大奖。

#### 19/20：复出最后一舞
2019年2月11日，维克多·安表达重返冰场的愿望，承认拒绝俄方和中方担任国家队教练的提议，否认在母校韩国体育大学担任教练的传闻，表示租用冰场和后辈一起训练是为了恢复状态产生协同效应。俄罗斯体育部长帕维尔·科洛布科夫表示，“如果维克多·安准备好重返体育界，这是一个平衡且经过深思熟虑的决定，欢迎他回来”。俄罗斯滑冰联盟主席阿列克谢·克拉夫佐夫表示，“这是一位独特的运动员，维克多·安一生中不止一次完成了不可能的事情，我很希望他能再做一次”。
2019-2020赛季短道速滑世界杯，第一站，维克多·安获得500米和1000米两枚银牌，以及2000米混合接力和5000米接力两枚金牌强势回归，是俄罗斯队翻盘核心。500米决赛，他还首次滑进40秒，刷新个人最好成绩为39.961秒；1000米决赛，他也刷新个人第二好成绩为1:24.134分。第四站，维克多·安继续在接力上大放异彩，获得5000米接力金牌和2000米混合接力银牌，“所有人都问我，真的那么喜欢滑冰吗？我仍然热爱这项运动，所以才能坚持到现在”。他原计划参加在首尔举办的世界短道速滑锦标赛，“如果本赛季结束后退役，将是我最后一场比赛。在韩国开始的选手生涯在韩国结束，这对我来说也很有意义”，但因为2019冠状病毒病疫情，比赛被无限期推迟并最终取消。
2020年4月27日，维克多·安因为伤病因素，再次宣布退役。俄罗斯国家队教练弗拉基米尔·格里戈里耶夫指出，“除了伤病，取消世锦赛的失望情绪和俄罗斯不明朗的奥运前景都可能影响这个决定，而中国正在寻找顶尖专家，他无疑是最佳人选” 。俄罗斯滑冰联盟主席阿列克谢·克拉夫佐夫表示，“维克多·安在全世界和俄罗斯短道速滑名垂青史，对项目普及的影响力难以估量，我们非常感谢他的贡献。目前他不打算加入俄罗斯教练组，但是希望未来有可能进行合作”。

## 教练生涯

### 2022年冬季奥运会
2018年开始，中方不断邀请维克多·安担任教练，在取得俄罗斯滑冰联盟同意后，于2020年8月24日正式执教中国短道速滑队。
2020-2021赛季短道速滑世界杯，国际滑冰联盟因为疫情取消比赛，中国队还放弃参加2021年世界短道速滑锦标赛进行封闭训练。
2021-2022赛季短道速滑世界杯，维克多·安在新赛季出征仪式上被官宣为技术教练，中国队4站比赛获得7金3银6铜。
2022年北京冬奥会前夕，他出现在中国体育代表团名单，执教成绩是2金1银1铜——将2000米混接金牌以及男子1000米金银牌收入囊中，在女子3000米接力收获一枚宝贵铜牌，这也是时隔12年后女队再度登上冬奥会领奖台，总成绩与荷兰队并列奖牌榜第二。

#### 网暴伤害和各方舆论
维克多·安表示，“作为教练和选手一起滑冰训练，仅凭这点就感到幸福快乐，整体来看无憾”；中国短道队评价他是严格优秀的外教，训练方法和技巧创新使中长距离的项目取得突破。中媒称赞他是短道速滑传奇人物，还是冬奥会期间中韩体育冲突的主要参与者。公众支持他消除偏见和突破界限，展现狭隘胜负观之外的交流和包容。前中国国家队主帅和奥运四金王王濛直言，“韩国人没有资格骂他，人我是从俄罗斯给整来的，我们中国向他伸出了橄榄枝，他永远是冰场上的一个神话”。
他也是韩媒关注的焦点，但因判罚争议，舆论截然相反。韩国的民族主义和反华情绪，引发对他本人和家人的网络暴力，他回应“我非完人但尽使命”和“请不要因失实报道攻击无辜家人”。2022年北京冬奥会正值2022年韩国总统选举，共同民主党候选人李在明是前城南市长，他因财政问题于2010年底解散城南短道队。国民力量选举对策委员会政策总管本部长元喜龙旧事重提，“解散只是破产的借口，为提高连任前景，挪用300亿韩元收购城南FC，亲信也通过企业赞助套现”；共同民主党则反驳指控，宣称不要把奥运会利用在政治上。
俄罗斯国家杜马国际事务委员会第一副主席、速度滑冰奥运冠军斯韦特兰娜·茹罗娃表示，“遗憾的是我们无法以某种方式留住他，让他感兴趣。他是一个自由人，毫无疑问可以去任何想去的地方，但是毫无疑问他对我们很有用”。意大利的阿里安娜·丰塔纳在成为短道速滑历史上获得奥运奖牌最多的选手后，安祝贺了她，“他一直是这项运动的英雄和偶像，所以听到他说祝贺和干得好，我很感动”。
冬奥会落幕后，维克多·安依然处在舆论的风口浪尖，有人称他是派系斗争的“牺牲品”，是为了追梦离开的“游牧民”；与此相反，也有人说他是背弃祖国的“卖国贼”，是做出现实选择的“机会主义者”。韩国法务部长官朴范界回应了“禁止入境”的呼吁，“我完全理解公众的法律意识，但不知道是否存在任何违法案件，我们必须调查一下”。
2022年3月20日，维克多·安接受韩联社专访，“唯有放弃短道速滑才能平息争议”：
|  | 当时所属的城南队因财政问题解散，我由于伤病没有取得好成绩而备受质疑；当俄罗斯抛来橄榄枝，且诚意十足，所以选择接受这份邀请。我在国内没有受到不公平待遇，同韩国滑冰联盟的关系也不紧张，绝非因为所谓的“派系斗争”而加入俄罗斯国籍。 作为短道速滑选手，我是为了在良好的环境继续从事这项运动而选择入籍俄罗斯，成为中国队的技术教练也是以同样标准做出的决定。短道速滑是一个随时可能出现判罚争议的项目，因为赛制允许运动员之间存在身体接触，所以裁判判决会产生绝对影响。所有选手都会很小心，但即便如此，比赛过程中也经常会发生出乎意料的情况。 |

### 2022年冬季奥运会以后
2022年2月底合同到期，维克多·安离开中国短道队，还拒绝其他国家队的四年合约回韩。2022年7月，俄罗斯滑冰联盟通过塔斯社，提议他担任顾问。2022年11月，俄罗斯滑冰联盟发布维克多·安向全俄18至19岁青少年短道比赛——“维克多·安”杯的问候视频。

#### 城南应聘风波和反驳
2023年1月9日，维克多·安申请城南市厅冰上教练，参加公开面试。2023年1月13日，韩国冰上教练联盟发布声明指责他的“道德性”，批评他入籍过程撒谎和一次性领取奥运年金的选择，斥责他执掌韩国队最大竞争对手——中国队的教鞭是“卖国贼”，反对他担任城南教练。2023年1月29日，维克多·安没有进入候选人名单。2023年1月31日，崔珉祯、李俊瑞和金桔里等6名运动员联名写信，要求公平透明选拔，公众舆论急剧恶化，最终无人入选。
2023年2月7日，维克多·安对入籍过程进行解释，是韩国媒体错误报道引发误会，据悉养老金也捐给已故师弟卢珍圭的家人和心脏病儿童。俄罗斯滑冰联盟主席尼古拉·古利亚耶夫对塔斯社表示“俄罗斯短道界将永远需要他”，俄媒也敦促他作为教练重返。
随后韩媒揭露，抗议不是所有冰上教练的意见，是仅以会长张光德的名义发放给部分媒体，长期采访冰上运动的记者们却被排除在外。不仅如此，会长张光德还是另一位申请人吕俊亨的亲信，却对其惩戒履历没有提出异议：包括2006年中国地方队教练体罚违规、2012年美国国家队教练涉嫌虐待被投诉和2015年韩国国家队教练饮酒闹事被开除。因此令人怀疑，抗议目的只是为推举特定候选人而展开舆论战，还与派系斗争和政治干预相关。

#### 韩国体育大学的执教
2023年4月5日，城南市发布选拔教练的第二次公告，维克多·安没有再报名。2023年4月13日，他在韩国体育大学开始新的执教生涯——在2023-2024赛季国家队选拔赛上，担任7名后辈的私人教练，还在去年以“外国人”的身份接受领导力培训。除了韩国选手，他还负责海外选手的转地训练。
2024年3月5日，作为毕业生代表的维克多·安（体育04级）致辞，“20年前的入学典礼至今记忆犹新，希望新生向着梦想努力。不要害怕失败，要敢于挑战，以新经验为基础，成为优秀大学生”。

## 奖项荣誉
俄罗斯   
- 2016年7月：第19位入选名人堂的俄罗斯奥运冠军
- 2015年1月：俄罗斯体育记者联合会颁发的——银鹿奖
- 2014年12月：欧洲体育——俄罗斯年度最佳运动员[299]
- 2014年12月：路透社——最佳复苏奖[300]
- 2014年9月：《GQ》俄语版——年度运动员
- 2014年2月：俄罗斯总统弗拉基米尔·普京授予——四级祖国功勋勋章
- 2014年2月：俄罗斯联邦国防部授予——军事合作加强奖章
- 2014年2月：NBC评选——最有价值球员（MVP）
- 2013年3月：俄罗斯联邦授予——俄罗斯荣誉体育大师

韩国
- 2016年3月：韩国体育大学骄傲奖[204]
- 2014年6月：韩国文化体育观光部任命——“韩俄互访年”名誉大使
- 2009年3月：韩国体育振兴财团公关大使
- 2008年4月：2008年北京奥运会——首尔火炬手[301]
- 2008年3月：亚洲体育记者协会——男子团体奖
- 2008年1月：韩国冰上联盟——最佳选手（MVP）
- 2006年10月：2014年平昌冬奥会申办大使，与陈善有
- 2006年2月：美国体育学院——本月最佳运动员
- 2006年1月：第11届朝鲜体育可口可乐体育奖——优秀运动员奖

## 公众活动

### 电视节目
| 日期                         | 平台     | 节目                         | 备注                      | 来源                       |
| 2006年3月5日                 | SBS      | 《韩秀珍的周末点击》         | 嘉宾，与陈善有            | 第49集                     |
| 2011年3月11日- 2011年3月13日 | SBS      | 《2011年世界短道速滑锦标赛》 | 解说，与裴晟载            | 2011-WC                    |
| 2014年2月25日                | 第一频道 | 《乌尔甘特今夜秀》           | 嘉宾，与奥莉加·法特库林娜 | 第280期                    |
| 2015年3月16日                | 第一频道 | 《乌尔甘特今夜秀》           | 嘉宾                      | 第439期                    |
| 2015年5月11日- 2015年5月18日 | MBC      | 《两个祖国一个爱》           | 出演，与妻子禹娜丽        | 第44集 第45集              |
| 2016年6月3日                 | 第一频道 | 《乌尔甘特今夜秀》           | 嘉宾，与叶甫根尼·普鲁申科 | 第657集                    |
| 2017年7月27日                | tvN      | 《现场脱口秀Taxi》           | 嘉宾，与妻子禹娜丽        | 第488集                    |
| 2017年10月15日- 2018年9月2日 | KBS2     | 《超人归来》                 | 特邀                      | 第202-204集、 第237和241集 |
| 2018年9月21日- 2019年1月25日 | MBC      | 《真正的男人300》            | 常驻                      | 第1-15集和18集             |

### 杂志代言
- Paldo Dosirak
- Kyungdong Navien
- Samsung Galaxy手机
- 俄罗斯乐天酒店大使[302]

- 2006年2月：《时代》杂志亚洲版封面上
- 2014年9月：GQ俄罗斯版——年度最佳球员的拍摄及采访
- 2015年9月：MAXIM俄文版写真的拍摄及采访（韩文版为2016年1月号）

### 其他活动
- 2024年3月：韩国体育大学入学典礼——毕业生代表致辞[303]
- 2023年12月：香港滑冰协会滑冰训练营
- 2022年11月：向参加“维克多·安”杯的选手致以视频问候
- 2020年8月：参加韩俄建交30周年祝贺视频
- 2019年2月：参加俄罗斯奥运奖牌获得者合影
- 2018年7月：受邀前往萨哈共和国参加大师班活动
- 2018年6月：与弗拉基米尔·普京和文在寅总统一起参加在克里姆林宫举行的晚宴
- 2015年9月：作为主要协调人参与图瓦共和国政府短道学校项目
- 2014年12月：作为圣诞老人参加莫斯科幼儿园儿童活动
- 2014年9月：参加莫斯科学校班级活动
- 2014年6月：参与安踏体育进军俄罗斯活动
- 2014年5月31日：参加俄罗斯短道慈善拍卖球迷见面会
- 2010年1月22日：在首尔松坡区奥林匹克公园参加贫困儿童滑冰指导体验活动
- 2006年12月16日，在首尔松坡区奥林匹克公园室外溜冰场，与安贤秀、金善宥举行了签名会及纪念活动。
- 2006年4月22日：水协银行主办，邀请儿童户主到泰陵国家运动员村参加签名活动和滑冰课程
- 2006年4月9日：参加起亚索兰托营销支持活动及签约活动
- 2006年3月12日：K联赛开幕式
- 2006年3月9日：参加草兴新韩银行每日分行经理活动、签名会和拍卖捐赠活动
- 2006年3月8日：参加韩国体育大学大学粉丝签名会
- 2006年1月13日，在泰陵国家运动员村开幕式上，作为运动员代表宣誓就职
- 2004年3月：韩国体育大学新生典礼

## 另请参阅
- 代表多重国家队参赛的运动员列表
- 获得多个奥运会金牌的运动员列表
- 奥林匹克运动会短道速滑奖牌得主列表
- 单届奥运会上获得多个奥运会金牌的运动员列表